# Consuelo Álvarez de Toledo
Consuelo Álvarez de Toledo Saavedra (Oviedo, 1944) es una periodista española.

## Biografía
Licenciada en Derecho y en Periodismo, sus primeras experiencias profesionales fueron en el ámbito jurídico, prestando sus servicios de asesoría en diferentes empresas.
Más tarde comienza a ejercer el periodismo. Afiliada al Partido Socialista Obrero Español, en 1976 es nombrada subdirectora de El Socialista, su publicación oficial. Un año más tarde entra en la Agencia EFE y es destinada a cubrir la información parlamentaria en plena transición.
Desde entonces se especializó en este tipo de información y se convirtió en una destacada analista política del país, en tres medios: prensa escrita, radio y televisión.
Así, en 1993 se incorpora al programa Hora Cero que dirige Javier González Ferrari en Antena 3 Radio.
En 1996-1997 presentó, junto a Antonio San José, el programa de entrevistas y tertulia de actualidad de Antena 3 El primer café. 
El 2 de diciembre de 1997 fue nombrada por esa cadena defensora del espectador, cargo que ejerció hasta 2000. Durante ese tiempo se vio envuelta en polémicas con el director de la cadena, José Manuel Lorenzo por una emisión del espacio La parodia nacional y con el periodista Pepe Navarro, cuyo programa, La sonrisa del pelícano, tras ser retirado de la programación fue tildado de telebasura por Consuelo Álvarez de Toledo.
Durante ese tiempo compaginó su actividad en televisión con la participación en tertulias políticas en Onda Cero y una columna diaria de opinión en el periódico El Mundo. También aparece en Telecinco (Día a día) entre 2001 y 2004 y Antena 3 (Cada día), en 204-2005. 
En junio de 2000 el Senado la designaba consejera de Radiotelevisión Española, a propuesta del Partido Popular puesto al que renunció en junio de 2004.
Se incorpora entonces a varias programas de debate político: Buenos días, con Julio César Iglesias en Radio Nacional de España y 59 segundos de Televisión española, así como al diario ABC.
Desde 2006 está al frente del proyecto Infolatam, en internet, una web sobre información y análisis de la actualidad de América Latina. También colabora en una tertulia política en el programa En días como hoy de RNE, dirigido por Juan Ramón Lucas.
Está casada con el periodista y economista Federico Ysart.

## Obra
Ha publicado los siguientes libros:
- Vida de mi vida: confidencias de jóvenes abuelos, editada en (2003) por Planeta y en (2012) por Ebooksbierzo.[1]
- 4 días de marzo: de las mochilas de la muerte al vuelco electoral (2004).